# Gastronomia de la Marina Alta
La cuina de la Marina Alta tracta sobre el menjar i les begudes típics de la cuina d'aquesta comarca valenciana. La Marina Alta és una comarca que fins fa poc tenia relativament poca comunicació amb la resta del País Valencià. Gran part dels seus habitants són, segons la història, d'origen mallorquí, al qual podem afegir les influències de la població morisca marinesa que hi vivien fins a la seua expulsió. En conseqüència es poden trobar els figatells, a Mallorca frigatells, i la sobrassada.
En temps més propers podem parlar d'una certa influència francesa, per dues vies: la tornada dels marinesos que havien anat a fer feines casolanes a França, i hi varen aprendre la cuina francesa; i la tornada dels peus negres, valencians en gran part de la Marina qui s'establiren a l'Algèria francesa i qui han aportat algun tret culinari magribí, com ara el cus-cus. Tanmateix aquestes influències no han popularitzat cap menjar especialment francès o algerià i han romàs presents només al nivell familiar.

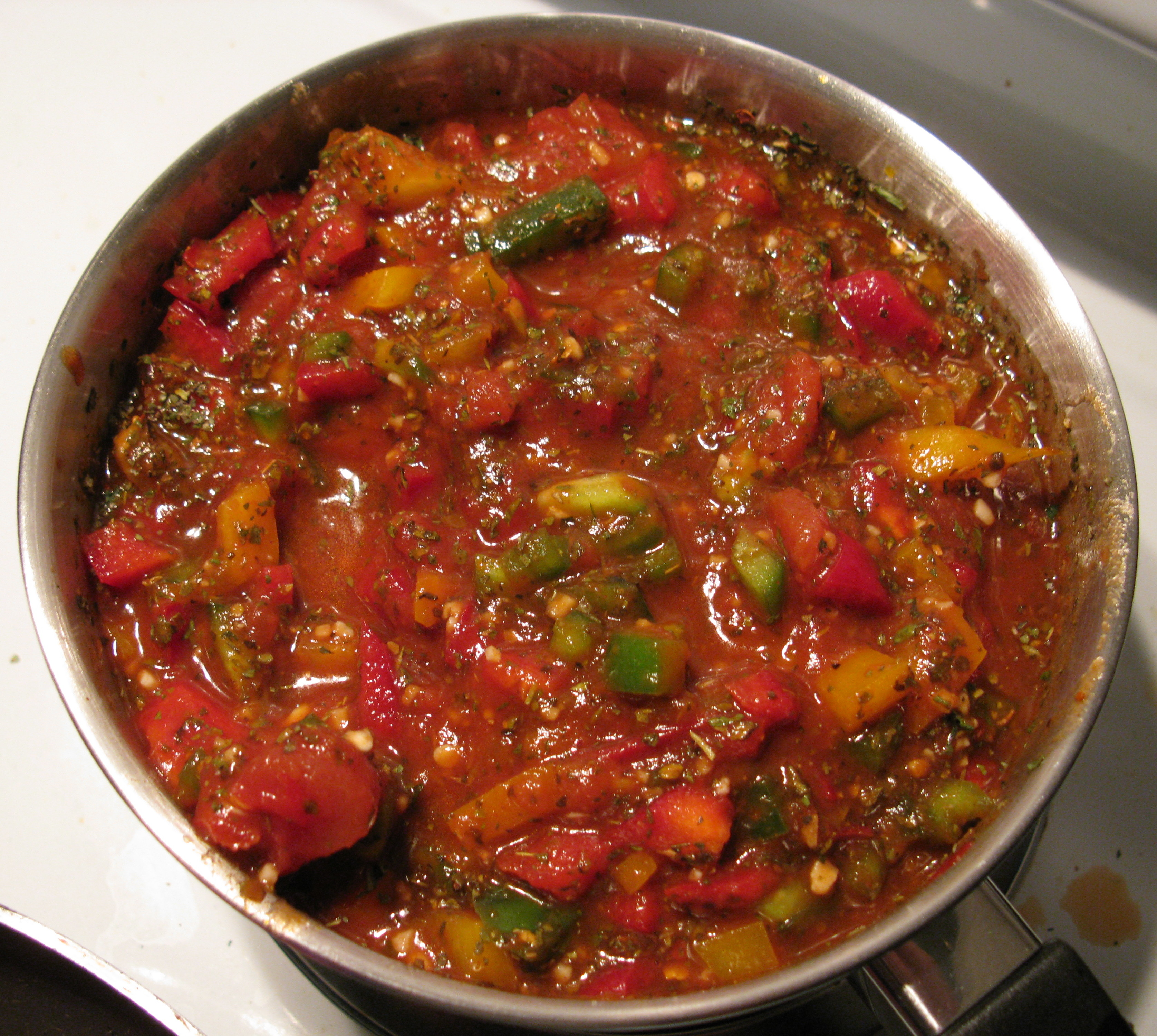
Mullador, acabada de cuinar

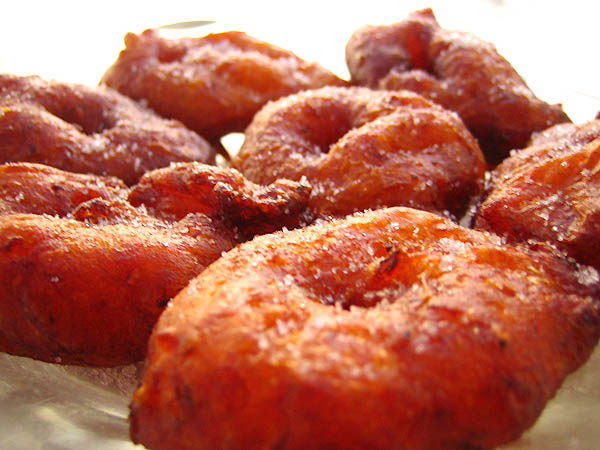
Bunyols de carabassa

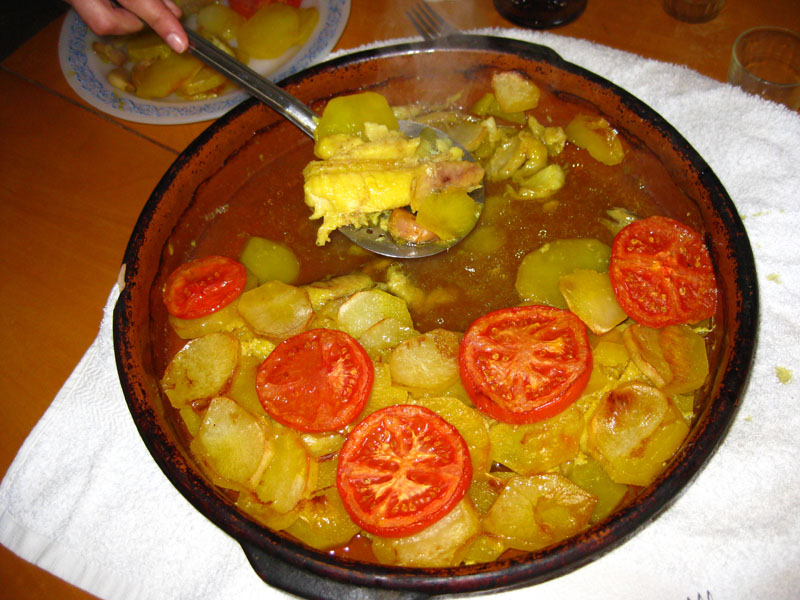
Suquet de peix bàsic, amb cuetes de rap

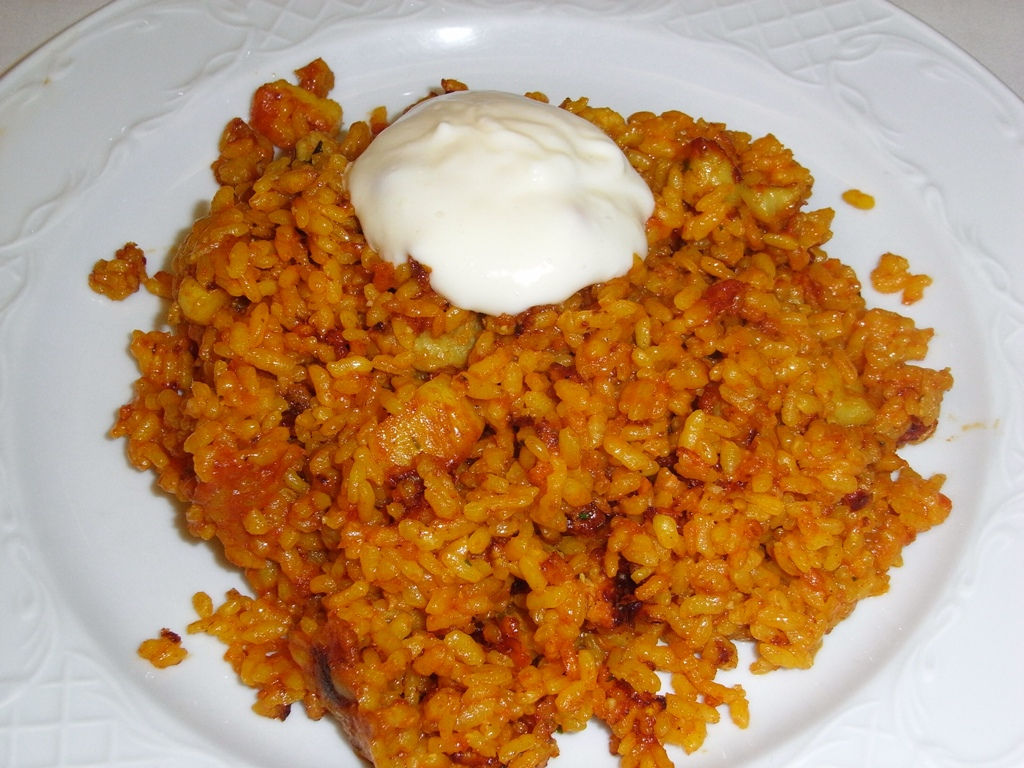
Arròs a banda, típic sobretot de Dénia

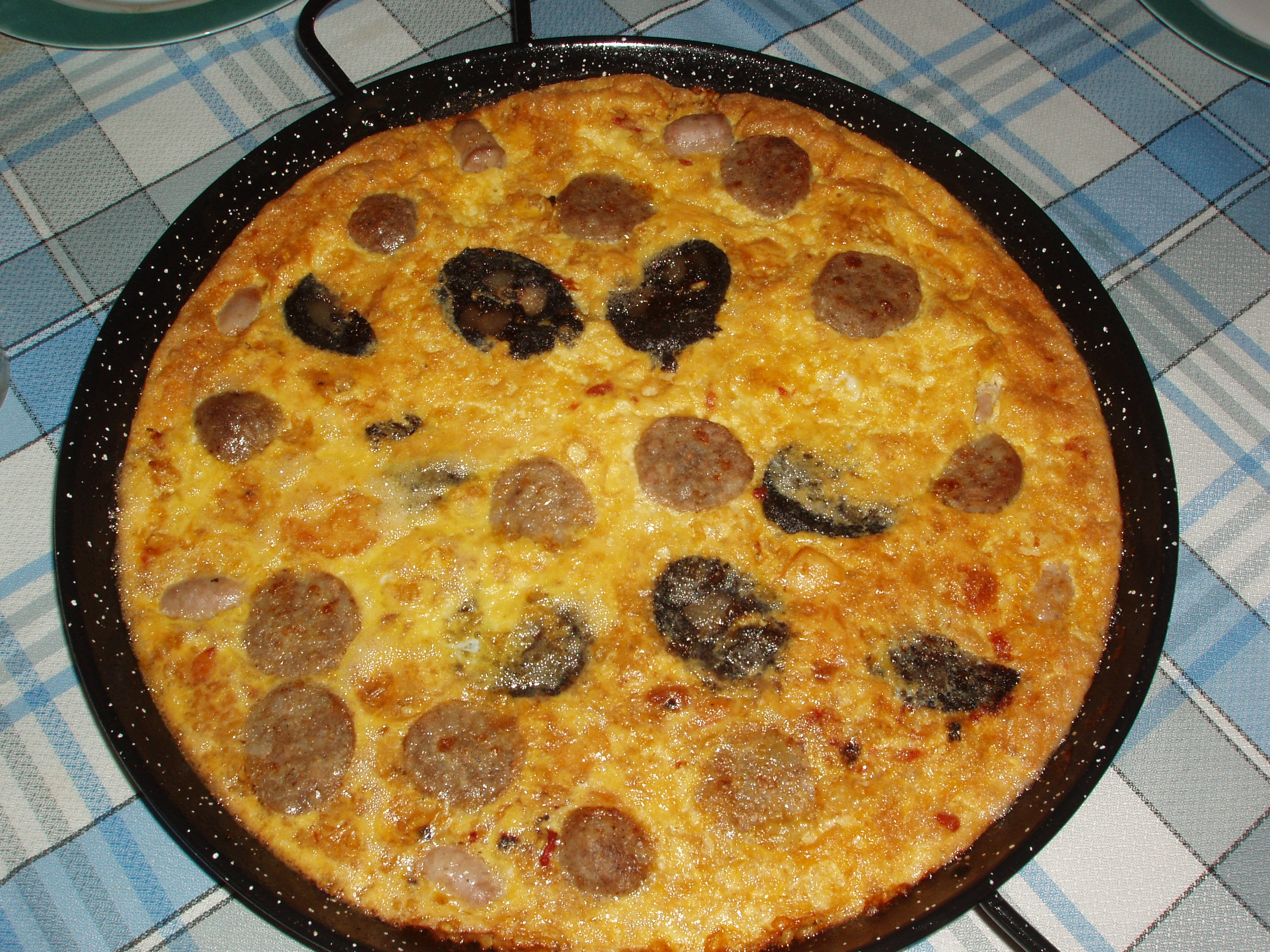
Arròs i crosta, típic sobretot de Pego

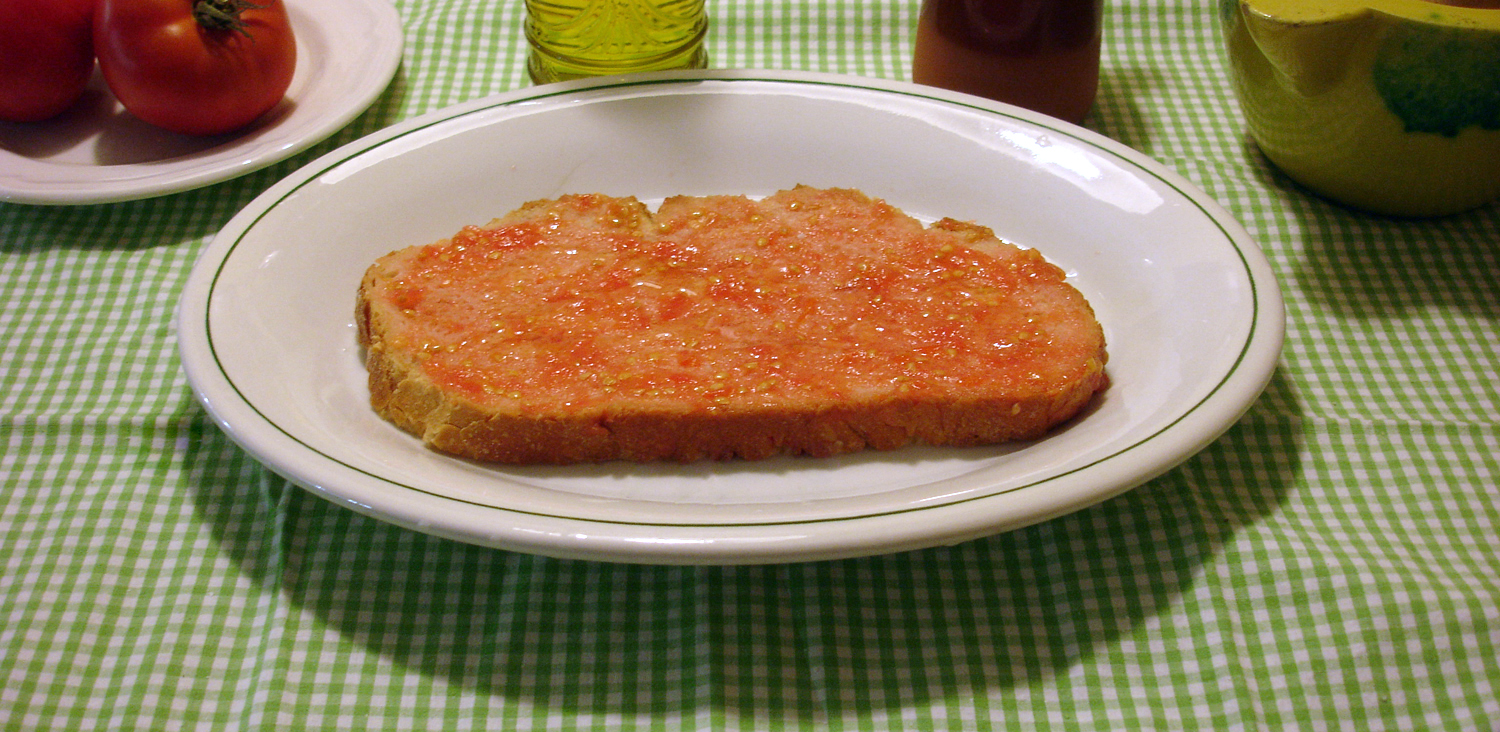
El pa amb tomàquet és simbòlic de Pedreguer

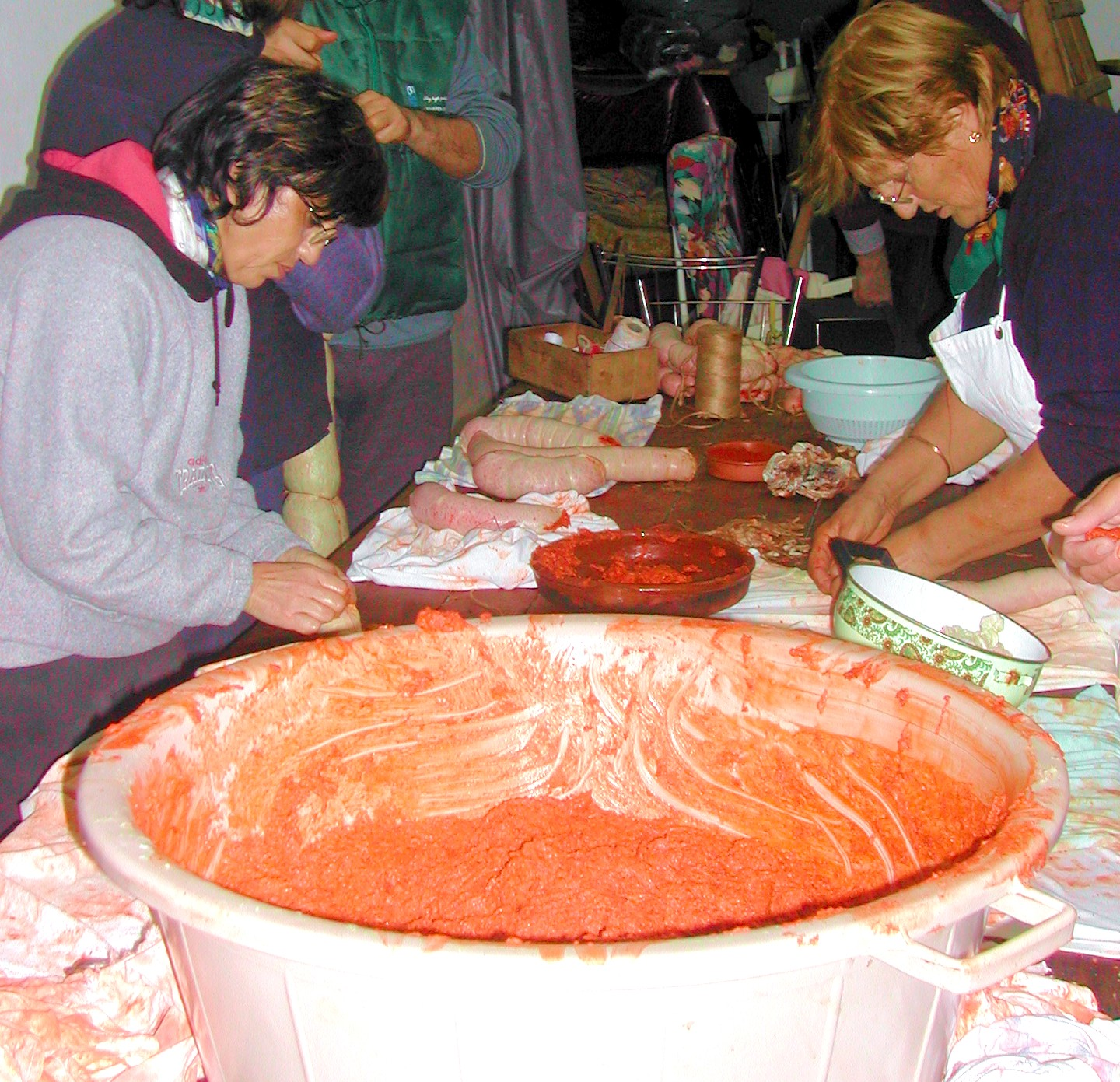
Sobrassada, originària de l'illa de Mallorca i produïda a l'interior de la Marina Alta gràcies a la repoblació mallorquina

Si per terra era mal comunicada amb les comarques veïnes, els mariners del sud i del nord sovintejaven els pobles costaners i hi compartien receptes com ara la fideuà, originària de la Safor, i les coques de mullador que es troben igualment a la Marina Baixa. Igualment els mariners d'Eivissa venien sovint als ports de Dénia i Xàbia. Més tard les migracions típiques de les zones agrícoles, com ara els temporers, i els casaments entre pobles del nord i sud, posaren la Marina i la Safor en més estret contacte, de tal manera que és aquesta la comarca que donarà diversos plats als marinesos com les coques de dacsa.
Finalment, cal destacar el paper turístic d'aquesta comarca, que dona lloc a un considerable sector de restauració, principalment al voltant de Dénia, Xàbia, Moraira i Calp. El restaurant denier El Poblet ha guanyat molts premis i és considerat un dels millors i més famosos de la comarca.

## Costums alimentaris
L'horari de menjar a la Marina Alta és diferent a la ciutat. El primer menjar del dia és el desdejuni, però aquest no sol ser més que cafè i pa torrat. L'àpat principal és llavors l'esmorzar, pres a mig matí (les onze o les dotze). Els bars i restaurants de la comarca s'omplin d'esmorzaors, tant llauradors com constructors. L'esmorzar és sobretot un costum masculí, que es pren al camp o al bar però en tot cas fora de casa. Consisteix en tapes o picaeta (vegeu picaeta i picada), entrepans d'embotit, i cervesa o vi. El dinar en canvi es pren a casa, però molts dels que mengen l'esmorzar òbviament no tornen a casa i no dinen, substituint el dinar per l'esmorzar. Açò pot portar que es confonguen tots dos, és a dir es considera l'esmorzar l'àpat de migdia, quan l'ús més estès en català diu que és el de matí.
A les quatre o cinc de la vesprada s'estila el berenar, un menjar petit entre el dinar o esmorzar i el sopar i que tradicionalment es consumeix fora de casa, si bé avui en dia s'ha perdut aquesta distinció. El berenar sol casar el ritual del cafenet amb un dolç o pa torrat. El darrer àpat del dia és el sopar que sovint es pren més prompte que a la ciutat, a les vuit o les nou de la nit. Aquest pot ser bastant generós en quantitat i, per tant, no existeix cap tradició de ressopó.
Els diumenges i festius no afecten significativament els costums alimentaris. L'esmorzar d'entre setmana se substitueix pel dinar en família, sovint una paella o paregut. El dinar familiar i el subseqüent berenar són sobretot tradicions lligades als dies no laborals quan tots van a la caseta. A més a més, existeix una tradició festiva estesa pel País Valencià de fer paelles al carrer a la nit, com és el cas al Verger.
A continuació es detalla els elements més destacables de la gastronomia d'aquesta comarca:

## Mullador i espencat
Són dues preparacions paregudes a base d'hortalissa. El mullador és el nom que rep una salsa en general al País Valencià, i a la Marina i les comarques centrals aquella salsa acostuma a ser la samfaina i, per tant, un és equivalent a l'altre. Tanmateix, existeix la denominació pebreretes amb tomaca i fins i tot, a Xàbia, tomacat —en aquest cas, duu creïlla (patata), recordant el tombet mallorquí. És un sofregit de pebreres, albergínia i tomàquet, a la qual no se sol afegir ceba. L'espencat és el nom local per a l'escalivada, verdures torrades al forn. S'hi fica pebrera, albergínia i ocasionalment ceba, però a diferència de l'Alcoià per exemple, no s'utilitza tomàquet. També s'hi pot afegir carabassa d'estiu i trossos de melva, sorra de tonyina o sangatxo.

## La coca
Hi ha diverses receptes per a la coca a la Marina Alta. Les més esteses són la coca de mullador i la coca de ceba i pèsols. Són unes coques rodones d'uns 5 a 10 centímetres. La primera porta damunt un mullador de tomàquet, pebrera i albergínia. És una recepta compartida amb l'Alcoià (Coca d'Alcoi) i Mallorca (Coca de Mallorca). La segona porta, com indica el nom, un sofregit de ceba i pèsols. Altres receptes empren espinacs o tomàquets. Existeix també la coca nua, amb un raig d'oli d'oliva i anxova o tonyina, mentre que a les valls interiors se substitueix el peix per sobrassada o botifarra.
Les coques de dacsa, com s'ha explicat adés, provenen de la Safor i tenen una gran acceptació a la Marina Alta, malgrat que s'associa amb la pobresa.

## Sobrassada i embotits
La sobrassada, d'origen mallorquí, té denominació d'origen a la Marina Alta i n'és considerada pròpia. Feta sobretot a Pedreguer, Xaló, Murla, Tàrbena i altres pobles de l'interior que foren repoblats en gran part per mallorquins.
Autòctons de la Marina Alta i la Safor són els figatells, embotit fresc parent gràcies a la Mediterrània de la shiftalia xipriota o els frigatells mallorquins i que té una relació nominal i per l'ús del fetge de porc amb el figatellu cors malgrat que aquest últim es tracte d'un embotit sec.
És a les valls de la Marina Alta, com ara la de Xaló, on es troba una gran tradició de producció d'embotits considerats d'alta qualitat.

## Pastissets
Els pastissets, també anomenat bollos o bollets, poden ser una panada salada o un rubiol dolç. La salada normalment porta espinacs i ceba, mentre la dolça duu ametlla i és ensucrada.

## Bunyols
Els bunyols són un dolç típic de tota la costa, fins a l'Empordà. Són unes postres d'origen àrab que tenen forma de boles de cinc centímetres. Al País Valencià, es fa amb una massa a la qual s'inclou carabassa. Es fregeix i es cobreix de sucre.

## Suquet de peix
El suquet de peix és un altre plat típic tant dels nostres països com també d'Occitània. És un brou de peix amb llagosta, gambes i altres peixos segons el gust, amb ceba i creïlla (és a dir patata).

## Bull amb ceba
El bull amb ceba és una preparació a base de bull i ceba, que s'empra per a mullar (amanir). És un plat molt tradicional. Cal remullar el bull durant un dia i després bullir-lo. S'hi afegeix ceba sofregida, espolsada de farina i pebrella, i es cou tot junt per una mitja hora.

## Faves sacsades
Les faves sacsades és un plat de faves i un ou ferrat en un brou a base d'oli d'oliva i aigua, all i pebrella i de vegades s'acompanya amb trossos de magre o porc.

## Picaeta i picada
La picaeta (picadeta) és un entremès típic dels llauradors, i es pren abans de qualsevol àpat, per a obrir la fam o «fer boca». La picaeta tradicional es compon de tramussos, cacauets i «samorra» (olives, carlota, pebrera, flor-i-col, cogombre, etc. en aigua salada); en l'actualitat, s'hi inclou papes (creïlles fregides) i fruits secs. Aquest àpat és el tradicional entremès valencià que predata a la tapa, que per altra banda són millor valorades davant de la picaeta de pobres. Per tant, trobem la picaeta als bars i tavernes més que no als restaurants.
Existeix una altra picada, la picada d'all i julivert, que és un amanit per al peix, quan inclou ametlles picades i pa fregit o torrat, llavors constitueix la base d'una salsa d'ametlles, la qual s'afegeix a peixos de certa mida, com el rap, prèviament sofregit amb oli d'oliva.

## Pilotes de putxero
Les pilotes de putxero són una mena de mandonguilles, és a dir, boles de carn; però més grans, de porc i vedella, i amb pinyons; a més, se sol embolicar en fulles de col (vegeu farcellets de col). S'empren tant en paella, arròs al forn, arròs amb crosta, com també a part, com un entremès. Se'n troba de dolces, que inclouen ametlla i sucre. Amb els arrossos se sol fer-ne embolicades en col.

## Altres plats típics
- Un plat estrella a la Marina Alta és l'arròs a banda.
- Putxero (ollada amb diverses receptes)
- Arròs al forn amb fesols i penques
- Arròs amb crosta, anomenat al sud valencià arròs en costra o com a Pego i Elx, simplement crosta, d'on és molt típic i on té fins i tot la seua festa l'últim dia de Carnestoltes, el dimarts abans de Cendra.
- Arròs melós amb garrofó (bajoca).
- Polp amb penques
- Paella amb gamba o mandonguilla, essencialment un plat festiu.
- Pa amb tomàquet. Es refereix a la gent de Pedreguer com a patomaques pel tòpic que en mengen molt.
- Fideuà
- Pebrots farcits d'arròs i magre
- Figatells, típics de Calp

## Begudes típiques
- Burret. És una beguda alcohòlica popular a tota la comarca i més enllà, feta a base de coca-cola i cafè-licor.
- Vi de Xaló és un vi negre i dolç, encara que s'hi fan d'altres classes.
- Mistela i moscatell produïda a la Marina Alta.[8]

## Ingredients bàsics
- Hortalisses i llegums de tota classe: tomàquet, albergínia, pebrera, carxofa, fava, bajoca, ceba, calçot, penca, fesols de careta, pèsols, bleda, nap, col i la cacauet.
- Taronja i llima, típiques del nord de la comarca (l'antic Marquesat de Dénia).
- Raïm, típic de Benissa i Teulada, al sud.
- Cirera, típica de la Vall de Laguar i la Vall de la Gallinera on té denominació d'origen i dona lloc a la Festa de la Cirera a Alpatró.
- Sèpia, calamar, polp, tonyina, anxova, gambes, aladrocs i marisc de tota classe, procedent sobretot dels ports de Dénia, Xàbia i Calp.
- Sobrassada, botifarra negra, llonganissa roja i blanca, de les Valls de la Marina Alta.